# SwissSkills
SwissSkills ist eine 1953 gegründete Organisation – heute in Form einer Stiftung –, welche die Berufsmeisterschaften in der Schweiz fördert und jungen Berufsleuten die Teilnahme an den internationalen Berufsmeisterschaften WorldSkills und EuroSkills ermöglicht und eigene Wettbewerbe in der Schweiz fördert. Sie wird heute getragen vom Bund, den Kantonen und allen massgeblichen Organisationen der Arbeitswelt.
SwissSkills als Marke der Stiftung SwissSkills ist zugleich Name zentraler Schweizer Meisterschaften nichtakademischer Berufe aus den Branchen Handwerk, Industrie und Dienstleistung (zentrale Schweizer Meisterschaften der Lehrberufe).

## Aufgaben und Organisation
SwissSkills fördert in enger Zusammenarbeit mit den Verbundpartnern die Durchführung und Weiterentwicklung von Berufsmeisterschaften in der Schweiz und ermöglicht jungen Berufsleuten die Teilnahme an internationalen Berufsmeisterschaften (WorldSkills, EuroSkills). Dabei werden drei Einzelziele formuliert:
- Förderung der die Exzellenz der Berufsausübung
- Das vielfältige Erleben von Berufen ermöglichen
- Hilfe, Image der Berufslehre in der Schweiz zu fördern und deren Ansehen zu stärken.

Die Stiftung ist dabei die Dachorganisation. Zwei Vereine sind die Träger der operativen Aufgaben:
- Verein SwissSkills Marketing & Events, der alle Marketing & Events übernimmt, die vollständig privat finanziert sind. Der Stiftungsrat von SwissSkills bildet gleichzeitig auch den Vorstand dieses Vereins
- Verein SwissSkills Bern als unabhängiger Verein, der die Rechte zur Austragung der nationalen Meisterschaften 2014, 2018, 2020 und 2022 erhalten hat. Er wird durch SwissSkills Marketing & Events unterstützt. Der Vorstand besteht aus Vertretern der kantonalen Sozialpartner sowie des Kantons Bern.[1] Er wurde 2011 gegründet, aber erst 2017 ins Handelsregister eingetragen.[3]

Die Stiftung fördert Berufsmeisterschaften als Chance für eine motivierte und hochqualifizierte Generation junger Berufsleute. Berufswettbewerbe helfen gemäss der Studie Die Top 200 des beruflichen Nachwuchses von Margrit Stamm mit, die Qualität der Berufsbildung zu steigern und das Berufsbildungssystem nachhaltig zu verbessern.

## Geschichte
Im Jahre 1953 beteiligte sich die Schweiz erstmals mit 4 Teilnehmenden an den 3. WorldSkills, die bereits 1950 und 1951 in Madrid stattfand und auf Deutsch Internationale Berufswettbewerbe (IBW) genannt wurden. War es vorher ein Wettbewerb nur für Spanien und Portugal, nahmen ebenfalls Berufsleute aus Deutschland, Grossbritannien, Frankreich und Marokko teil.
Da die Teilnehmerzahl stetig wuchs, wurde Anfang der 1960er Jahre ein Komitee für Berufswettbewerbe durch Arbeitnehmer- und Arbeitgeberorganisationen gegründet.
1968 fanden die Internationalen Berufswettbewerbe (17. WorldSkills) erstmals in der Schweiz, in Bern an der Gewerbeschule statt. Dies erneut 1997 (34. WorldSkills) und 2003 (37. WorldSkills) (auf dem Gelände der OLMA in St. Gallen).
1980 wird die „Schweizerische Stiftung für Internationale Berufswettbewerbe“ als zentrale Institution zur Koordination nationaler Meisterschaften und der Teilnahme an internationalen Meisterschaften umbenannt. 2002 erfolgt eine Umbenennung zu SWISSSCOMPETENCE. Im Jahr 2009 wird die Stiftung neu strukturiert und aufgrund internationaler Vorgaben in SwissSkills umbenannt. 2017 wird eine Initiative SwissSkills lanciert. Die Stiftung SwissSkills, das Staatssekretariat für Bildung, Forschung und Innovation (SBFI), der Schweizerische Arbeitgeberverband (SAV), der Schweizerische Gewerbeverband (sgv) sowie aus der Privatwirtschaft UBS und Ringier (Medienpartner) bilden eine Public-Private-Partnership. Ziel ist es, die Schweizer Berufslehre noch stärker zu fördern und deren Vorzüge und Chancen besser bekannt zu machen.
2014 gab es die ersten zentralen Berufs-Schweizermeisterschaften in Bern, weitere 2018 und die nächsten 2022.

## Wettbewerbe

### Weltmeisterschaften WorldSkills
An den "Weltmeisterschaften" WorldSkills nimmt die Schweiz seit 1953 teil. Seit 1997 an war bis auf das Jahr 2001 die Schweiz in der Nationenwertung immer die beste Nation Europas und belegte insgesamt zweimal den ersten, fünfmal den zweiten und zweimal den dritten Platz. Bei den Wettbewerben 2019 in Kasan sind 39 junge Berufsleute angetreten. Mit 5 Gold-, 5 Silber- und 6 Bronzemedaillen sowie 13 Medaillen für Exzellenz belegte die Schweiz beim auf die Teilnehmerzahl gemittelten Punktwert Platz 3 hinter China und Korea. Bei den durchschnittlichen Medaillenpunkten belegte sie Platz 4 hinter China, Russland und Korea.
An den WorldSkills 2022 in Shanghai nehmen 40 junge Berufsleute des SwissSkills National Teams teil.

### Europameisterschaften EuroSkills
Auch an den Europameisterschaften EuroSkills nehmen Schweizer vom Beginn 2008 an teil. 2016 konnte die Schweiz in der Nationenwertung den ersten Platz belegen. 2018 in Budapest erzielte die Schweiz mit nur 8 Teilnehmern 4 Gold- und 2 Bronzemedaillen sowie 2 Medaillen für Exzellenz den dritten Platz.
An den EuroSkills 2021 in Graz erzielte das Team ein Rekordresultat. In 16 Wettbewerben angetreten, gewann das SwissSkills National Team 14 Medaillen, davon 6 Goldmedaillen.

### Nationale Berufsmeisterschaften
Darüber hinaus werden jährlich nationale Berufswettbewerbe gefördert bzw. veranstaltet. Bisher dreimal wurden sie zentral in Bern als SwissSkills durchgeführt, ausserdem auch für verschiedene Berufe an verschiedenen Orten.
Bundesrat Johann Schneider-Ammann führte im Vorfeld der SwissSkills 2014 aus, dass aufgrund der demografischen Entwicklung Ausbildungsplätze mit hohen Anforderungen zunehmend schwierig zu besetzen sind und Schulabgänger mit Defiziten Mühe haben, einen Platz zu finden. Neben den Integrationsaufgaben ist die Förderung von leistungsstarken, jungen Menschen in der Berufsbildung ein zentrales Anliegen. Diese Meisterschaften sollen einerseits das vielfältige Berufsleben der Schweiz demonstrieren und Schulabgänger dafür interessieren – andererseits den Leistungsbesten die Möglichkeit geben, ihre Fähigkeiten in Wettbewerbsform unter Beweis zu stellen.
SwissSkills 2014
Die ersten zentralen Schweizer Berufsmeisterschaften SwissSkills 2014 wurden Ende Oktober 2014 in Bern ausgetragen, organisiert von einer Projektgruppe unter der Leitung von Michael Stocker im Auftrag des Kantons Bern und unterstützt von den teilnehmenden Organisationen der Arbeitswelt, der Stiftung SwissSkills sowie dem Eidgenössischen Departement für Wirtschaft, Bildung und Forschung WBF. 70 Meisterschaften, 130 Berufe insgesamt mit Demonstrationen, rund 1000 Teilnehmer waren die Eckwerte.
SwissSkills 2018
Die zweiten zentralen Schweizer Berufsmeisterschaften SwissSkills 2018 wurden 2018 ebenfalls in Bern ausgetragen. Die SwissSkills 2018 wurde durch den Verein SwissSkills Bern im Auftrag der Stiftung SwissSkills und des SBFI (Staatssekretariat für Bildung, Forschung und Innovation) organisiert. 76 Berufswettkämpfe und 60 Berufsdemonstrationen fanden mit 907 Teilnehmern an den Wettkämpfen statt. 715 Experten standen zur Verfügung. Die Zahl der Besucher betrug rund 120 500. Im Unterschied zu regulären Berufsmessen oder Berufsschauen wurden 135 Lehrberufe unter authentischen Arbeitsbedingungen präsentiert und erlebbar gemacht. Die Mehrheit der Berufe konnte von den Besucherinnen und Besuchern ausprobiert werden.
SwissSkills 2020
Aufgrund des grossen Erfolges beider zentraler SwissSkills in Bern war angedacht, diese zukünftig im Abstand von zwei Jahren zu wiederholen. Die SwissSkills 2020 mussten aufgrund der Corona-Pandemie abgesagt werden. Es wären wiederum rund 1000 Berufsleute angetreten, die in mehr als 75 Lehrberufen Wettbewerbe ausgetragen hätten.
SwissSkills 2022
Rund 1000 der besten jungen Berufsleute der Schweiz geben im September an den SwissSkills 2022 einen inspirierenden Einblick in die Vielfalt und Exzellenz der Schweizer Berufsbildung. In 85 Lehrberufen finden Schweizer Meisterschaften statt. In weiteren 65 Berufen bieten die Berufsverbände dem Publikum attraktive Möglichkeiten, um die Berufe vor Ort gleich selber auszuprobieren.